# Puvirnituq

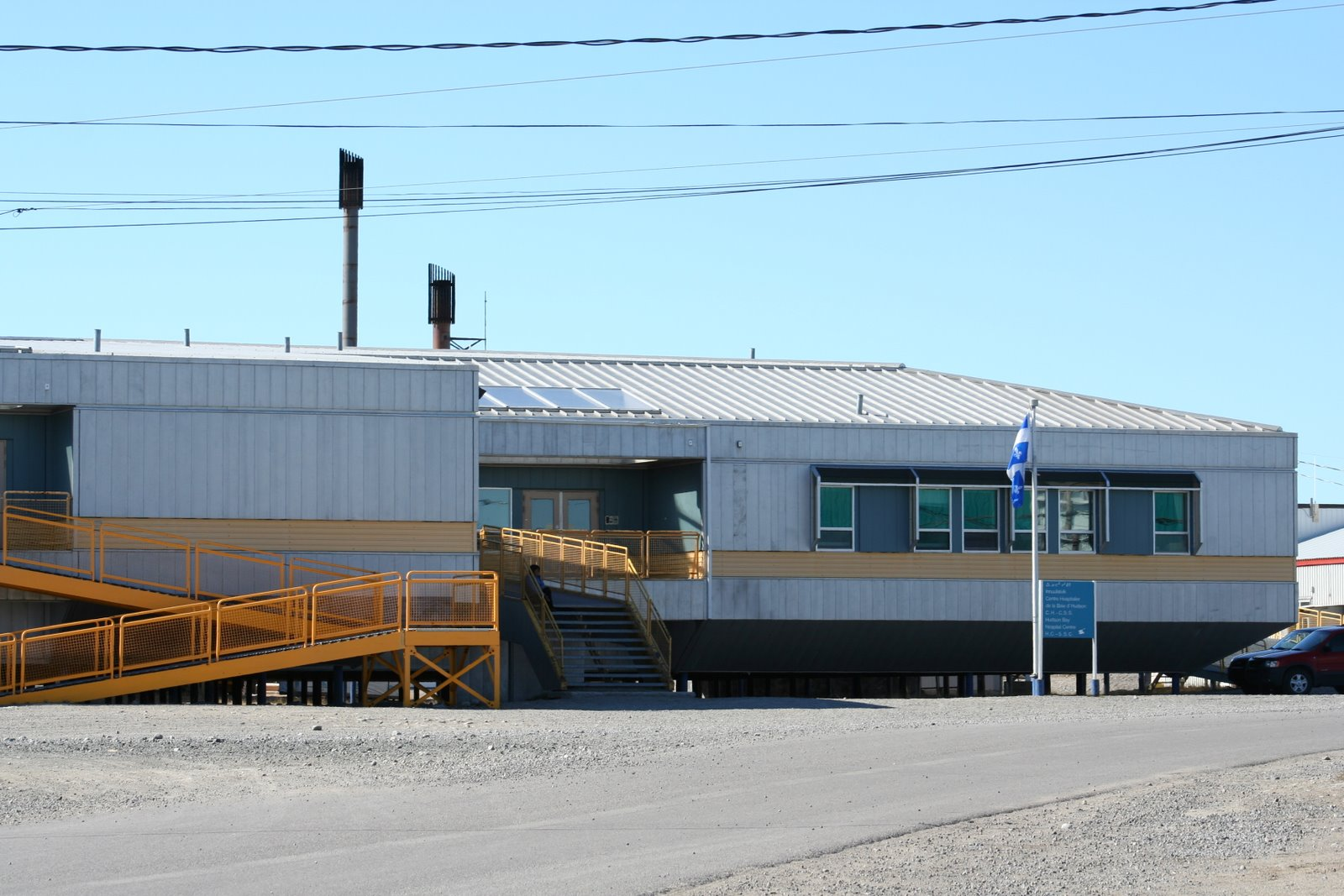
Szpital w Puvirnituq

Puvirnituq jest inuicką osadą na rzece Povungnituk w pobliżu jej ujścia do Zatoki Hudsona w północnym Quebecu (Kanada). Populacja w 2008 roku wynosiła 1496 mieszkańców. Znajduje się w administracji regionalnej Kativik w regionie administracyjnym  Nord-du-Québec
Nazwa osady oznacza "Miejsce, w którym pachnie zgniłym mięsem". Przypuszcza się, że ta niecodzienna nazwa może pochodzić od jednego z dwóch dawnych wydarzeń:
- Stada Karibu zostały porwane przez rzekę Povungnituk podczas próby jej przekraczania i wyrzucone na brzeg w pobliżu obecnej siedziby osady. Rozkładające się ciała stały źródłem silnego zapachu
- Epidemia zabiła większość tak wielu okolicznych mieszkańców, że pozostali nie nadążali z grzebaniem zmarłych. Pozostawione ciała w wyniku rozkładu wydzielały zgniły zapach.

Puvirnituq jest węzłem lotniczym na wybrzeżu Zatoki Hudsona. Lotnisko obsługuje loty między społecznościami zamieszkującymi na wybrzeżu Zatoki Hudsona w Quebecu. Do osady nie można dotrzeć drogą lądową.  

## Historia
W 1921 roku Kompania Zatoki Hudsona założyła faktorię handlową znaną jako Povungnituk, często skracaną do Pov. To przyciągnęło Innuitów zamieszkujących okoliczne tereny. w 1951 roku Kompania Zatoki Hudsona otworzyła sklep. Zamknięcie sklepów w sąsiednich osadach przyczyniło się do dalszego napływu Innuitów.
W 1956 roku została założona misja katolicka , która zachęciła mieszkańców do utworzenia Stowarzyszenia Rzeźbiarzy z Puvirnituq w 1958 roku. Później przekształcone zostało w Spółdzielcze stowarzyszenie  Puvirintuq i odegrało istotną rolę w organizacji, rozwijaniu i wprowadzaniu do obrotu sztuki Innuitów. Sukces stowarzyszenia zainspirował inne społeczności Inuickie do stworzenia podobnych spółdzielni. Większość z nich tworzy teraz Federację Spółdzielni Północnego Quebecu.